# Carbonemys
Carbonemys è un genere estinto di tartaruga gigante della famiglia dei podocnemididae, vissuto agli inizi del Paleocene, in quella che oggi è la Formazione Cerrejón, in Colombia. L'unica specie ascritta a questo genere è la C. cofrinii.
Nel 2005, fu ritrovato il primo esemplare fossile in una miniera di carbone, dallo studente di dottorato Edwin Cadena, della Carolina del Nord. Il fossile, datato a 60 milioni di anni fa, consiste in un guscio quasi completo che misurava ben 1,72 metri (5–8 ft), il che rende la Carbonemys una delle più grandi tartarughe conosciute al mondo. Viveva vicino a paludi e a laghi.
Questo animale visse circa 5 milioni di anni dopo l'estinzione dei dinosauri. A quell'epoca la Formazione Cerrejón era abitata da altri rettili che avevano raggiunto dimensioni colossali come il gigantesco serpente Titanoboa e i due coccodrilli Cerrejonischus e Acherontisuchus. Date le sue dimensioni, la Carbonemys doveva avere delle mascelle incredibilmente potenti, da permettergli di divorare anche piccoli coccodrilli.